# Resurrection (album de Halford)
Pour les articles homonymes, voir Résurrection (homonymie).
Albums de Halford
Live Insurrection
(2001)
Resurrection est le premier album studio du groupe de heavy metal américain Halford. L'album est sorti le 8 août 2000 sous le label Metal-is Records.
Pour le titre The One You Love to Hate, Rob Halford chante en duo avec Bruce Dickinson, du groupe Iron Maiden. Le batteur Pete Parada a également été recruté en tant que musicien de session pour l'enregistrement de ce titre.
Resurrection a été ré-édité en 2006 et se vend uniquement en ligne sur le site d'Itunes.

## Composition
- Rob Halford: Chant
- Patrick Lachman: Guitare
- Mike Chlasciak: Guitare
- Ray Riendeau: Basse
- Bobby Jarzombek: Batterie
- Bruce Dickinson: Chant sur le titre The One You Love to Hate
- Pete Parada: Batterie sur le titre The One You Love to Hate
- Ed Ross: Claviers sur les titres Twist and Silent screams

## Liste des morceaux

### Version originale
1. Resurrection - 3:58
2. Made in Hell - 4:12
3. Locked and Loaded - 3:18
4. Night Fall - 3:41
5. Silent Screams - 7:06
6. The One You Love to Hate - 3:11
7. Cyberworld - 3:08
8. Slow Down - 4:51
9. Twist - 4:08
10. Temptation - 3:32
11. Drive - 4:30
12. Saviour - 2:57
13. Sad Wings - 3:38 *
14. Hell's Last Survivor - 3:23 *

- titres supplémentaires présents uniquement sur la version japonaise de l'album

### Version Itunes
1. Resurrection - 3:58
2. Made in Hell - 4:12
3. Locked and Loaded - 3:18
4. Night Fall - 3:41
5. Silent Screams - 7:06
6. The One You Love to Hate - 3:11
7. Cyberworld - 3:08
8. Slow Down - 4:51
9. Hell's Last Survivor - 3:23
10. Temptation - 3:32
11. God Bringer of Death - 2:45
12. Fetish
13. Sad Wings - 3:38
14. Twist - 4:08
15. Drive - 4:30
16. Saviour - 2:57